# Bonaventura Clotet i Sala
Bonaventura Clotet Sala (Barcelona, 1953) és un metge i professor universitari català. Va ser cap de la unitat de VIH de l'Hospital Universitari Germans Trias i Pujol (HUGTiP) de Badalona entre 1987 i 2015, i d'aleshores ençà és cap de servei de Malalties Infeccioses del mateix hospital. És director de l'Institut de Recerca de la Sida IrsiCaixa des del 1995 i president de la Fundació Lluita contra la Sida des del 1992. Des del 2006 codirigeix el Programa HIVACAT d'investigació de la vacuna de la sida. És professor associat de la UAB des del 1986 i director de la Càtedra de Sida i Malalties Relacionades a la Universitat de Vic (UVic - UCC), des d'octubre del 2013. També és director del Màster Universitari (Màster Oficial) en Patogènesi i tractament de la Sida des del 2011.
Nascut a Barcelona el 1953, es va llicenciar en medicina per la Universitat Autònoma de Barcelona (UAB) el 1976, on es va doctorar el 1981 amb una tesi sobre marcadors pronòstics per a malalties del teixit connectiu. Ha desenvolupat activitats de recerca en medicina interna i en malalties infeccioses, principalment en el camp de la infecció pel VIH i malalties relacionades. Dirigeix un equip de més d'un centenar de persones que fan recerca sobre sida, hepatitis, càncer i metagenòmica. Ha publicat més de 700 articles en revistes internacionals i nacionals. Té un IF (Impact Factor) acumulat de <5000, 17199 citacions i un IH (índex H) de 81. Forma part dels comitès organitzadors i els comitès científics de nombrosos workshops i congressos internacionals sobre VIH i hepatitis. El 2013 va ser co-chair de l'AIDS Vaccine Conference, organitzat per la Global HIV Vaccine Enterprise a Barcelona. L'any 2015 va ser nomenat membre del comitè assessor científic internacional de l'Institut Pierre Louis d'Épidémiologie et Santé Publique de París, Acadèmic corresponent per elecció de la Reial Acadèmia de Medicina de Catalunya i membre de la secció de Ciències Biològiques de l'Institut d'Estudis Catalans. És fundador i assessor científic de dues spin-off d'IrsiCaixa: Aelix Therapeutics, SL (2015) i AlbaJuna Therapeutics (2016). El setembre del 2015 va signar un manifest de científics a favor de Junts pel Sí, candidatura independentista a les eleccions al Parlament de Catalunya de 2015.
El 27 de març de 2020 va anunciar en una entrevista a RAC1 que el seu grup havia aconseguit aïllar el coronavirus 2019. En col·laboració amb el CRESA i el Centre de Supercomputació de Catalunya i amb la participació de Grifols, pretenen dissenyar un vaccí "pancoronavirus" per a "blocar possibles nous coronavirus que utilitzessin el mateix mecanisme d'entrada de les cèl·lules a nivell pulmonar".
La seva activitat professional li ha valgut el reconeixement de l'Institut Català de la Salut (ICS), que el 2010 li va concedir el Premi a la Trajectòria Científica als Hospitals de l'ICS. El 2012 va rebre la Medalla Josep Trueta al Mèrit Sanitari per la seva investigació en el camp del VIH. En 2013 va ser nomenat Doctor Honoris Causa per la Universitat Carol Davila de Bucarest (Romania) i membre d'honor de l'Institut medicofarmacèutic de Catalunya. També va rebre el Premi a l'Excel·lència Professional 2013 del Col·legi Oficial de Metges de Barcelona (COMB) i el Premi 'Freedom Barcelona' a la Concòrdia i els Drets Humans el 26 juny 2014 per la seva contribució a la lluita contra la sida. El 2016 va ser guardonat amb la Creu de Sant Jordi de la Generalitat de Catalunya.